# Sergey Belykh
Sergey Belykh (né le 4 mars 1990) est un coureur cycliste russe.

## Palmarès
- 2011
  - 2e étape du Tour de Salamanque
  - 2e du Tour de la Bidassoa
  - 2e du Tour des comarques de Lugo
  - 3e du Grand Prix Macario
- 2012
  - 2e étape du Trophée Joaquim Agostinho
  - 3e du Tour de León
- 2013
  - 1re étape de l'Udmurt Republic Stage Race (contre-la-montre)
  - Friendship People North-Caucasus Stage Race :
    - Classement général
    - 8e étape (contre-la-montre)

  - 3e de l'Udmurt Republic Stage Race
- 2014
  - 2e étape du Tour international de Sétif
  - Classement général du Tour international de Constantine
  - 2e du Tour international de Sétif
  - 2e du Tour du Caucase
- 2015
  - Prologue du Friendship People North-Caucasus Stage Race
  - 2e du Grand Prix de Sarajevo
  - 2e du Friendship People North-Caucasus Stage Race
- 2016
  - Ronde du Maestrazgo
  - 3e du Gran Premio Primavera de Ontur
- 2017
  - 4e étape du Friendship People North-Caucasus Stage Race
  - 2e du Friendship People North-Caucasus Stage Race
- 2018
  - 4e étape du Friendship People North-Caucasus Stage Race
  - 3e du Friendship People North-Caucasus Stage Race

## Classements mondiaux
| Année           | 2011 | 2012 | 2013 | 2014 | 2015 |
| --------------- | ---- | ---- | ---- | ---- | ---- |
| UCI Africa Tour |      |      |      | 14e  |      |
| UCI Europe Tour | 839e | 472e |      | 359e | 141e |